# Kapellen (Moers)
Kapellen ist sowohl ein Stadtteil von Moers wie auch als Kapellen-Mitte einer der sechs Ortsteile dieses Stadtteiles im Kreis Wesel in Nordrhein-Westfalen. Neben Kapellen-Mitte sind das die Ortsteile Bettenkamp, Holderberg, Achterrathsfeld, Achterrathsheide und Vennikel (historisch aber überwiegend der Bauernort „Tirgrathsfeld“) (amtlich als Wohnplätze bezeichnet).
Von dem früher selbständigen und typischen niederrheinischen Dorf Kapellen mit landwirtschaftlicher Prägung, das später zum Zechenstandort wurde, hat sich der Ort durch Strukturwandel zu einem wachsenden Stadtteil gewandelt.

## Lage

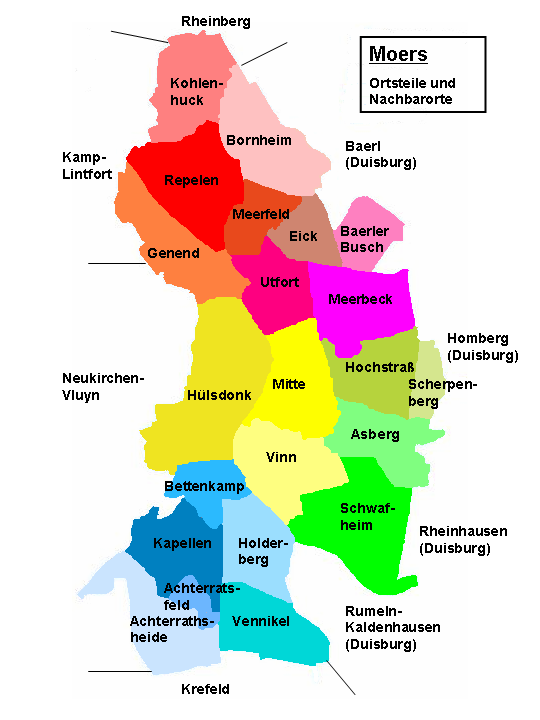
Wohnplätze von Moers

Kapellen liegt im südlich von Moers-Hülsdonk und grenzt im Nordwesten an Neukirchen-Vluyn, im Westen an Luit und Niep (beide zu Neukirchen-Vluyn). Im Süden schließt sich Traar (zu Krefeld) und im Südosten Rumeln-Kaldenhausen (zu Duisburg) und im Nordosten Moers-Vinn an.

## Ortsteile
| Kapellen-Mitte  | 4961 |
| Achterathsfeld  | 2859 |
| Achterathsheide | 0304 |
| Bettenkamp      | 0301 |
| Holderberg      | 1218 |
| Vennikel        | 2173 |

## Geschichte

### Entwicklung bis 1914
Weite Gebiete im Bereich von Kapellen gehörten ursprünglich zum Reichshof Friemersheim, der um 806 der Abtei Werden als Pfründe überschrieben wurde. Erstmals urkundlich erwähnt wird 1301 die kleine Kapelle „capella sancti lutgeri“, die dem „Heiligen Ludger“ gewidmet war und die der Vorläufer der aktuellen Dorfkirche ist. Diese kleine Kapelle unterstand vermutlich zuerst der Pfarre Friemersheim, aber seit 1327/31 dem Kirchspiel Neukirchen. Obwohl es für 1417 und 1430 schriftliche Angaben gibt, die auf ein selbständiges Kirchspiel hindeuten, wird noch 1519 die Kirche ausdrücklich als Filiale von Neukirchen angeführt.
Das Gebiet mit Friemersheim, Neukirchen-Vluyn und Kapellen wurde 1399 Bestandteil der Grafschaft Moers und seitdem von den Grafen und später deren rechtlichen Nachfolgern kontrolliert. In der erneuten Belehnung dieser Gebiete von 1419 durch den Abt von Werden an Graf Friedrich III. von Moers wurden die Patronatsrechte für die Kapelle Ludgeri ausdrücklich mit bestätigt.
Die weitere Geschichte entspricht weitgehend der der Grafschaft Moers.
In der Franzosenzeit gehörte Kapellen nach 1794 und völkerrechtlich ab 1801 als eine Mairie (Bürgermeisterei) des Kantons Meurs (Moers) im Département de la Roer zu Frankreich. Nach dem Zusammenbruch des französischen Kaiserreiches 1814 gehörte Kapellen wieder zu Preußen und war ab 1816 kurzzeitig im Kreis Rheinberg und nach 1823 eine Bürgermeisterei (damals auch Sammtgemeinde genannt) im Kreis Geldern. Sowohl das Friedensgericht Moers wie auch der Bürgermeister von Moers waren zu dieser Zeit für die Bürgermeisterei Kapellen zuständig.
Um 1834 gehörten zur Bürgermeisterei Kapellen folgende dörflichen Weiler neben dem Kirchdorf Kapellen mit 47 Wohnhäusern und 380 Bewohnern:
- Berg (29 Wohnhäuser + 278 Personen)
- Bettenkamp (20 Wohnhäuser + 118 Personen)
- Holderberg (4 Wohnhäuser + 34 Personen)
- Hülshorst (10 Wohnhäuser + 73 Personen)
- Pescherdick (5 Wohnhäuser + 46 Personen)
- Tirgrathsfeld (7 Wohnhäuser + 47 Personen) und
- Vennikel (29 Wohnhäuser + 231 Personen).

Neben diesen Weilern gehörte noch eine
- Wassermühle (1 Wohnhaus + 7 Personen) und
- das Schloss Lauersfort (1 Schloss + 18 Personen)

zum lokalen Verwaltungsbereich. Dieser Gebietsumfang der historischen Samtgemeinde blieb bis zur zweiten Hälfte des 20. Jahrhunderts unverändert.
Es folgte am 11. Dezember 1857 die amtliche Einrichtung des Kreises Moers. Eine der 26 Bürgermeistereien dieses Kreises war die Bürgermeisterei Kapellen. Auch die Gebietsreform von 1906, bei der die nördlichen Nachbargemeinden Hülsdonk und Vinn nach Moers eingemeindet wurden, überstand Kapellen als selbstständige Gemeinde.
Einen genaueren Überblick über die Sammtgemeinde Kapellen zu Beginn des 20. Jahrhunderts mit den diversen zugehörigen Bauerschaften ermöglicht ein Adressbuch von 1901. Darin waren für alle Gebiete, die zu Kapellen gehörten, neben den Namen der Ortsteile die Anzahl der Bewohner wie auch der Anschluss an das damalige Eisenbahnnetz und der zuständige Postbezirk angeführt. Nachfolgend die Auflistung:

| Gemeinde oder Ortsbereich                   | Bewohner | Bahnanschluss                          | Postbezirk                  |
| ------------------------------------------- | -------- | -------------------------------------- | --------------------------- |
| Kapellen, Ort + Sitz des Bürgermeisteramtes | 284      | Bahnanschluss im Ortsbereich Kapellen  | Postbezirk Kapellen         |
| Achterathsheide (Ortsteil)                  | 074      | Bahnanschluss über Kapellen            | Postbezirk Traar            |
| Am Pesch (Ortsteil)                         | 036      | Bahnanschluss über Niep                | Postbezirk Niep             |
| Berg (Ortsteil) aktuell = Holderberg        | 303      | Bahnanschluss über Kapellen            | Postbezirk Kapellen         |
| Bettenkamp (Ortsteil)                       | 174      | Bahnanschluss über Holderberg          | Postbezirk Kapellen         |
| Franzenhütte (Ortsteil)                     | 044      | Bahnanschluss über Holderberg          | Postbezirk Kapellen         |
| Hülshorst (Ortsteil)                        | 128      | Bahnanschluss über Holderberg          | Postbezirk Kapellen         |
| Hülskensweg (Ortsteil)                      | 035      | Bahnanschluss über Kapellen-Lauersfort | Postbezirk Kapellen         |
| Lauersfort (Rittergut)                      | 074      | Bahnanschluss über Kapellen-Lauersfort | Postbezirk Kapellen         |
| Schalt (Ortsteil)                           | 046      | Bahnanschluss über Kapellen-Lauersfort | Postbezirk Kapellen         |
| Stockramsfeld (kleine Bauernschaft)         | 047      | Bahnanschluss über Kapellen-Lauersfeld | Postbezirk Kapellen         |
| Tirgrathsfeld (Ortsteil)                    | 046      | Bahnanschluss über Kaldenhausen        | Postbezirk Kaldenhausen     |
| Vennikel (Ortsteil)                         | 219      | Bahnanschluss über Kapellen-Lauersfort | Postbezirk Traar            |
| Viertelsheide (Ortsteil)                    | 116      | Bahnanschluss über Kapellen-Lauersfort | Postbezirk Kapellen + Traar |

### Nach 1914
An der überwiegend landwirtschaftlichen Struktur änderte sich bis zum Zweiten Weltkrieg im Gebiet der Bürgermeisterei deutlich weniger als in den meisten Nachbargemeinden. Im Gegensatz zu den umliegenden Gemeinden wie Rheinhausen, Neukirchen-Vluyn und Moers, bei denen die ersten Schächte der Kohlenzechen vor 1918 abgeteuft wurden, war dies in Kapellen erst ab 1954 der Fall. Dadurch wurde das Gebiet der Bürgermeisterei Kapellen durch die politischen Umwälzungen nach Ende des Kaiserreiches wie auch durch die Wirtschaftskrise um 1930 mit hoher Arbeitslosigkeit deutlich weniger betroffen. Während politische Straßenkämpfe im nahegelegenen Moers im Bereich der Homberger Straße und Meerbeck zwischen 1921 und 1933 häufig erfolgten, war dies hier nicht der Fall.
Die in der nachfolgenden Tabelle angeführten Daten zeigen, dass es ab der 1830er Jahre sowohl im Kirchdorf Kapellen wie auch im Gebiet der Bürgermeisterei bis Ende der 1950er Jahre zu einem weitgehend konstanten, aber relativ langsamen Wachstum kam. Nach der Fertigstellung des Schachtes 3 im Jahr 1957 auf dem Gebiet von Kapellen für die Zeche der Niederrheinischen Bergwerks AG kam der Kohlebergbau auch direkt nach Kapellen. Direkte Folge dieses Schachtes in Kapellen war ein starker Anstieg der Bevölkerung mit erhöhtem Haus- und Wohnungsbau. Nach Ende des Bergbaus, der in Kapellen bereits ab 1985 begann, kam es zu einer deutlichen Verlangsamung der Entwicklung. Lediglich in Kapellen-Mitte stieg die Anzahl der Bewohner von 2000 bis 2013 noch um fast 16 % an, so dass insgesamt der Stadtteil derzeit noch einen geringen Anstieg der Bevölkerungszahl aufweist.
| Jahr | Wohnhäuser | Wohnungen    | Bewohner Mitte | Bewohner des Stadtteiles | Bemerkungen |
| ---- | ---------- | ------------ | -------------- | ------------------------ | --- |
| 1834 | 0.047      | 153 (Häuser) | 00.380         | 1.243                    | 47 Häuser im Kirchdorf und gesamt 153 Häuser im Bereich der Bürgermeisterei |
| 1939 | 0—         | 0—           | —              | 02.313                   | Ab 1939 werden für Wohnhäuser keine für das Kirchdorf Kapellen getrennt angeführt. |
| 1946 | 0—         | 0—           | —              | 03.005                   | |
| 1950 | 0.434      | 0.504        | —              | —                        | |
| 1956 | —          | 0.917        | —              | 03.651                   | |
| 1961 | 1.289      | 2.230        | —              | —                        | |
| 1968 | 1.746      | 3.097        | —              | —                        | |
| 2000 | —          | —            | 4.334          | 11.276                   | |
| 2013 | —          | —            | 5.018          | 11.435                   | In allen Wohnbereichen war bis auf Mitte die Anzahl der Bewohner zwischen 6,1 und 9,4 % gefallen. Lediglich in Holderberg bestand mit nur 1,1 % Rückgang eine fast konstante Einwohnerzahl. |
| 2015 | —          | —            | 4.961          | 11.816                   | Aktuell steigt inzwischen die Anzahl der Bewohner wieder in den meisten Wohnplätzen des Stadtteils.                                                                                         |

Trotz der industriellen Entwicklung blieb Kapellen als zentrale Gemeinde bis Ende der 1974er Jahre mit der kommunalen Neuordnung in Nordrhein-Westfalen selbstständig. Am 1. Januar 1975 wurden sowohl Kapellen wie auch ein Teil der Gemeinde Rheinkamp als neue Stadtteile in die Stadt Moers eingegliedert. Der Gebietsumfang entsprach weitgehend dem der bisherigen Bürgermeisterei. Lediglich im Süden wurden einige Bereiche von Vennikel mit einer Fläche von 1,57 km² und 306 Einwohnern nach Krefeld ausgegliedert.
Kapellen ist, mit zurzeit 11.816 Einwohnern, eine beliebte Wohnlage für Menschen, die in der etwa 35 km entfernten Landeshauptstadt Düsseldorf und in den angrenzenden Städten Krefeld und Duisburg arbeiten. Der im Südosten an den Ort anstoßende Lauersforter Wald sowie viele Bauernhöfe prägen das Bild des zum Teil noch landwirtschaftlich genutzten Stadtteils.

## Politik

### Wappen, Siegel und Banner
Die Gemeinde Kapellen führte bis zu ihrer Eingemeindung ein Wappen, ein Siegel sowie eine Flagge (Banner). Das Gemeindewappen wurde amtlich am 28. Februar 1959 bestätigt. Zur selben Zeit dürften auch die anderen Hoheitszeichen genehmigt worden sein.

Wappen

Wappen Blasonierung: „Im blauem Schilde eine silberne (weiße) Kapelle mit Dachreiter und goldenem (gelbem) gotischem Tor und Rundfenster. Auf dem Dachreiter ein goldenes (gelbes) Kreuz. Im rechten Obereck ein goldenes (gelbes) Schildchen mit schwarzem Balken“.
Bedeutung: Die silberne Kapelle steht redend für den Namen der ehemaligen Gemeinde Kapellen und bezieht sich hierbei auf die ursprüngliche St.-Ludgerus-Kapelle, welche später zur Dorfkirche ausgebaut worden ist. Die Farben Blau und Silber weisen auf die ehemalige Zugehörigkeit zur Herrlichkeit Friemersheim hin. Da diese zum Ende des 14. Jahrhunderts an die Grafschaft Moers fiel, wurde das Wappen der Grafen von Moers in das rechte Obereck gesetzt, um die spätere Zugehörigkeit zu verdeutlichen.
Siegel Das Siegel der ehemaligen Gemeinde Kapellen basiert auf dem Wappen Kapellens und ist mit dem Schriftzug „Gemeinde Kapellen Kreis Moers“ umrundet.
Banner Das Banner der ehemaligen Gemeinde Kapellen ist in blau-gelbe Tuchbanen gestreift und trägt etwas oberhalb der Mitte das Wappen Kapellens.

## Religion

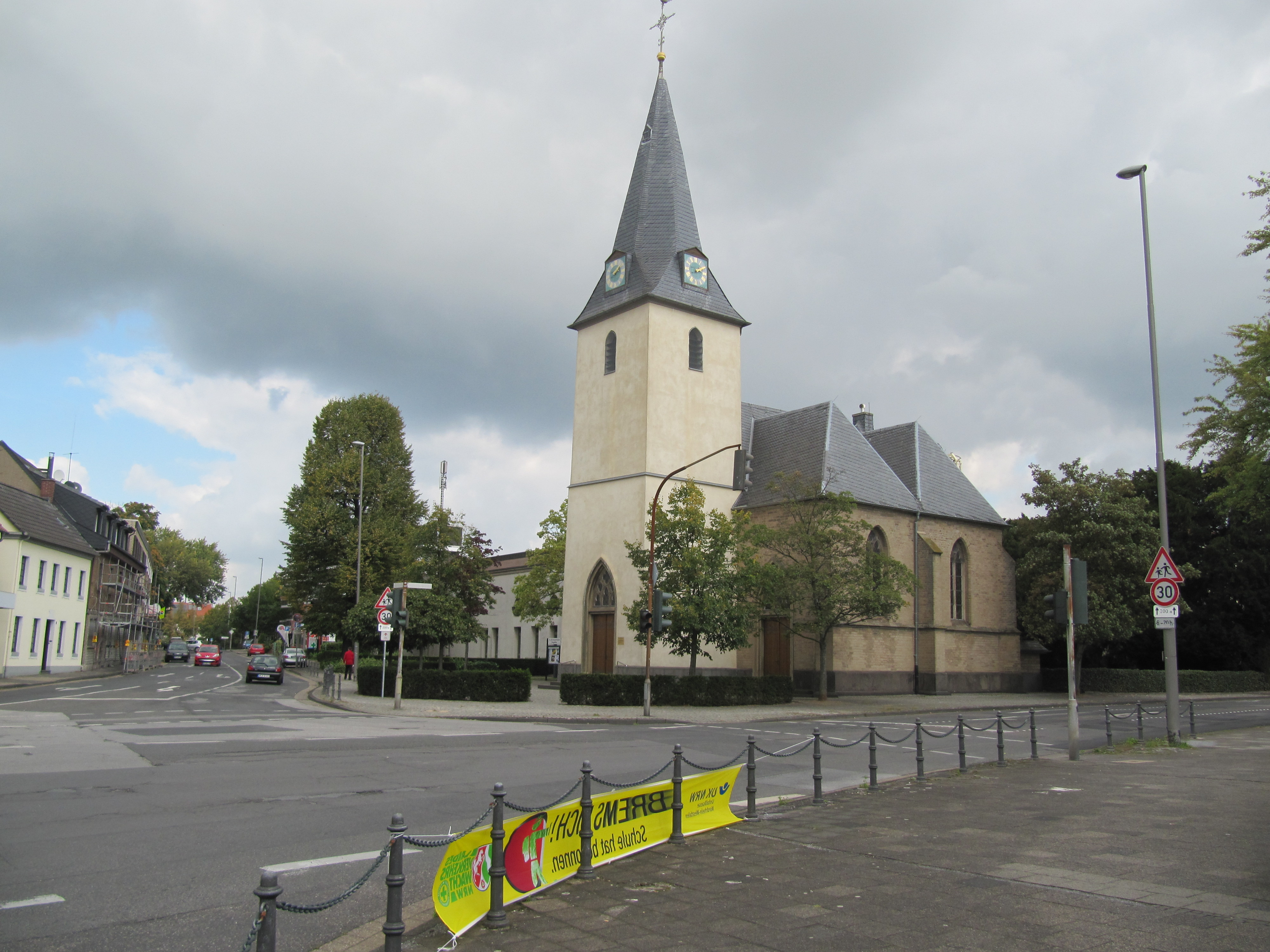
Evangelische Kirche

Die 1301 errichtete kleine Kapelle in Kapellen gehörte ursprünglich zum Kirchspiel Friemersheim. Nach 1519 wurde Kapellen ein selbstständiges Kirchspiel, das auch für die kleineren Dorfweiler in der näheren Umgebung zuständig war. 1560 wechselte die gesamte Grafschaft Moers zum reformierten Glauben. Dies erfolgte auch in Kapellen unter dem damaligen Vikar ter Aer. Obwohl die Grafschaft Moers im Dreißigjährigen Krieg eigentlich neutral war, wurde die Ortskirche in dieser Zeit stark verwüstet und beschädigt. 1657 wurde sie wieder instand gesetzt; 1861 wurde sie restauriert und erhielt ihre aktuelle Form. Die Dorfkirche in Kapellen blieb Zentrum einer evangelischen Gemeinde, die auch umliegende bäuerliche Weiler mit einschloss.
Die Zahl der katholischen Christen war in Kapellen bis Anfang des 20. Jahrhunderts sehr gering. 1834 war von den 380 Bewohnern des Kirchdorfes neben sieben Juden nur einer Katholik. Selbst im Bereich der Bürgermeisterei Kapellen waren von 1240 nur 30 Bewohner katholisch. Die wenigen Katholiken gehörten zur Gemeinde St. Georg in Moers. Ausgenommen hiervon waren nur die katholischen Bewohner von den Weilern in Tigrathsfeld und Vennikel. Diese waren der katholischen Gemeinde in Bockum angeschlossen. Mit dem Kohlebergbau und dem Anstieg der Bevölkerungszahl erhöhte sich auch die Zahl der Katholiken. Nach dem Zweiten Weltkrieg wurde deshalb wieder eine katholische Gemeinde eingerichtet, für die auch eine neue Kirche errichtet wurde, die wieder dem hl. Ludger gewidmet wurde.

## Mundart
In Kapellen und Holderberg wird Grafschafter Platt in einer speziellen lokalen Ausprägung gesprochen. Bis nach dem Zweiten Weltkrieg war Platt die Umgangssprache einer breiten Bevölkerungsschicht – heute sprechen und verstehen nur noch wenige Menschen die alte Mundart. 
Auch wenn die Mundart auf dem Rückzug ist, so wird  Platt zu Karneval, auf Mundartabenden und in Vereinen gepflegt. Auch gibt es eine örtliche Mundart-Literatur. Beispielhaft ist das Buch der inzwischen verstorbenen Holderberger Bäuerin Katharine Specht: Maikirschen, aus dem folgende Passage stammt:
Aldaach in’t neie Joor
Öt neie Joor brooch al’s Daach neien Äerbet. Daages drop schnoof de Weent öm öt Huus, öt schneiden. Dä Schnee höpden sech ower dä gefroorenen Oondergroont un bleef legen. Op’e Täk fon’e Böüm looch opgehüp en dike wite Kaant…

## Sehenswürdigkeiten
In der Liste der Baudenkmäler in Moers sind für Kapellen-Mitte fünf Baudenkmäler aufgeführt.